# دومنیکو
Domenico دومِنیکو یک نام کوچک ایتالیایی برای مردان است. دومنیکو ممکن است به یکی از موارد زیر اشاره داشته باشد:

## افراد
- دومنیکو چیمارزا، آهنگساز اهل ایتالیا
- دومنیکو کریسچتو، بازیکن فوتبال اهل ایتالیا
- دومنیکو گرلاندایو، نقاش اهل ایتالیا
- دومنیکو اسکارلاتی، آهنگساز اهل ایتالیا
- دومنیکو براردی، بازیکن فوتبال اهل ایتالیا